# Simon de Colines
Simon de Colines, né à Gentilly entre 1475 et 1480 et mort avant le 20 juin 1546, est un graveur de caractères, imprimeur et libraire français de la Renaissance. Il est l’associé de Henri Estienne l’Ancien, quand, après la mort de celui-ci, il épouse sa veuve Guyonne Viart et reprend son imprimerie.
Son fonds est estimé à près de 750 ouvrages.

## Biographie

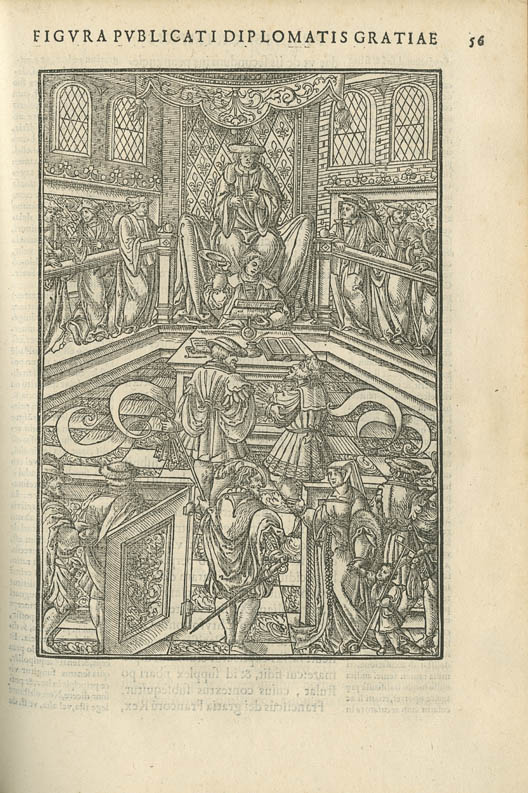
Gravure sur bois tirée du Praxis criminis persequendi de Jean Milles de Souvigny (janvier 1541) : l'un des tout premiers traités de criminologie.

Simon de Colines est actif à Paris de 1520 à 1546.
Auparavant, il est l'associé de l'imprimeur Henri I Estienne dit « l'Ancien », dont il épouse la veuve, Guyonne Viart, ce qui lui permet de continuer le travail d'imprimerie d'Estienne, installé rue Saint-Jean de Beauvais, à l'« Image Saint Jean Baptiste », dans l'ancien clos Bruneau, quartier traditionnel des imprimeurs et vendeurs d'estampes. Colines poursuit d'abord le développement du fonds Estienne en publiant Jacques Lefèvre d'Étaples, dont en juin 1522, ses Commentarii initiatorii in quatuor Euangelia, un in-folio exceptionnellement imprimé à Meaux, chez l'évêque Guillaume Briçonnet, mécène pour l'occasion.
Il abandonne ensuite l'entreprise de traduire en français vulgaire les ouvrages publiés en latin : ainsi, son premier succès, est la petite Biblia latine, un in-16 romain, qui connaîtra une cinquantaine d'éditions.
En 1526, il se sépare de son beau-fils, Robert I Estienne, son apprenti, mais qui conserve l'atelier de son père. Colines déménage son atelier à quelques mètres, à l'enseigne « du Soleil d'or », où vont paraître la plupart de ses éditions en latin, composées de caractères romains, italiques ou grecs dont il est lui-même le graveur. Ses italiques sont considérés comme exemplaires.
Entre 1525 et 1531, il participe à quatre reprises à l'impression des livres d'heures illustrés et publiés par Geofroy Tory. Ce dernier lui apporte de nombreux éléments décoratifs à ses éditions, notamment un encadrement d'une seule pièce qui sert à sa collection de classiques latins in-16 (1522-1544).
En 1539, il s'installe « grande rue Saint-Marcel à l'enseigne des Quatre Évangélistes ». Il travaille pour les théologiens.
En 1544 et 1545, vont paraître les deux premiers catalogues au monde de livres censurés par la faculté de théologie : dans ces catalogues se trouvent quatre ouvrages publiés par Colines, dont une édition d'Érasme et les Commentarii de Lefèvre d'Étaples : l'éditeur doit les remettre au greffe du Parlement pour faire allégeance.
En 1545, sort de ses presses le fameux De Dissectione partium corporis humani libri tres édité par son autre beau-fils, le médecin Charles Estienne : ce traité d'anatomie donne lieu à un lourd procès.
S'ensuivent trois catalogues parus vers 1545-1546, reprenant la liste de ses ouvrages, avec leurs prix de vente, documents là aussi parmi les premiers du genre.
Outre Tory, il fait appel à Oronce Fine et Claude Garamond, pour en définitive transformer le livre français en le libérant des contraintes médiévales et traditionnelles. S'inspirant d'Alde l'Ancien, il a développé un format accessible, le in-16, qui lui a permis de publier à son tour des classiques « de poche » accessibles en termes de prix aux étudiants du quartier. Il a popularisé les types italiques et cursifs en France.
Les innovations typographiques de Colines sont, plus tard, reprises et développés par ses successeurs à Paris, particulièrement par son beau-fils Robert Estienne. Il a aussi inspiré la police de caractères Coline dessinée par Émilie Rigaud.